# UFC Fight Night: Lemos vs. Andrade
 UFC Fight Night: Lemos vs. Andrade (conosciuto anche come UFC Fight Night 205, oppure UFC on ESPN+ 63, o anche UFC Vegas 52)  è stato un evento di arti marziali miste tenuto dalla Ultimate Fighting Championship il 23 aprile 2022 all'UFC Apex di Las Vegas, negli Stati Uniti.

## Risultati
|                  | Divisione             |                      |                 |                    | Metodo                                      | Round           | Tempo           | Premio          |
| Card Principale  | Card Principale       | Card Principale      | Card Principale | Card Principale    | Card Principale                             | Card Principale | Card Principale | Card Principale |
| ---------------- | --------------------- | -------------------- | --------------- | ------------------ | ------------------------------------------- | --------------- | --------------- | --------------- |
|                  | Pesi paglia femminili | Jéssica Andrade      | batte           | Amanda Lemos       | Sottomissione (standing arm-triangle choke) | 1               | 3:13            | POTN            |
|                  | Pesi leggeri          | Claudio Puelles      | batte           | Clay Guida         | Sottomissione (kneebar)                     | 1               | 3:01            | POTN            |
|                  | Pesi mosca femminili  | Maycee Barber        | batte           | Montana De La Rosa | Decisione unanime (30–27, 30–27, 30–27)     | 3               | 5:00            |                 |
|                  | Pesi piuma            | Charles Jourdain     | batte           | Lando Vannata      | Sottomissione (guillotine choke)            | 1               | 2:32            |                 |
|                  | Catchweight (190 lbs) | Marc-André Barriault | batte           | Jordan Wright      | Sottomissione (guillotine choke)            | 1               | 2:32            |                 |
| Card Preliminari |                       |                      |                 |                    |                                             |                 |                 |                 |
|                  | Pesi welter           | Sergey Khandozhko    | batte           | Dwight Grant       | KO tecnico (pugni)                          | 2               | 4:15            | FOTN            |
|                  | Pesi mediomassimi     | Tyson Pedro          | batte           | Ike Villanueva     | KO (calcio alle gambe e pugni)              | 1               | 4:55            |                 |
|                  | Pesi gallo            | Aori Qileng          | batte           | Cameron Else       | KO tecnico (pugni)                          | 1               | 2:48            |                 |
|                  | Pesi welter           | Preston Parsons      | batte           | Evan Elder         | Decisione unanime (30–26, 30–27, 30–27)     | 3               | 5:00            |                 |
|                  | Pesi mediomassimi     | Philipe Lins         | batte           | Marcin Prachnio    | Decisione unanime (29–28, 29–28, 29–28)     | 3               | 5:00            |                 |
|                  | Pesi welter           | Mike Jackson         | batte           | Dean Barry         | DQ (colpo all'occhio)                       | 3               | 5:00            |                 |

## Premi
I lottatori premiati ricevettero un bonus di 50.000 dollari.
Legenda:
- FOTN: Fight of the Night (vengono premiati entrambi gli atleti per il miglior incontro dell'evento)
- POTN: Performance of the Night (viene premiato il vincitore per la migliore performance dell'evento)